# العهد (مسلسل)
العهد هو مسلسل تركي يجمع بين الأكشن، العسكرية، والحرب والدراما، من إنتاج شركة تيمز اند بي. عرضت أولى حلقاته على قناة ستار تي في في 3 أبريل 2017، تحت إدارة المخرج ياغيز ألب أكايدين، ومن تأليف إيثيم أوزيشيك، هاكان بونومو، وإركان أوغور. استمر المسلسل لثلاثة مواسم، وانتهى بعرض الحلقة 84 (بالتقسيم التركي) في 27 مايو 2019.
المسلسل من بطولة تولغا ساريتاش، سرحات كيليتش، وبوراك سيفينش في الموسم الأول. في الموسم الثاني، انضم إلى الطاقم محمد أوزغور، بينما شهد الموسم الثالث انضمام دينيز بايسال واتسز كارادومان.

## قصة المسلسل
تدور أحداث مسلسل "العهد" حول فريق مختار من نخبة الجنود الأشداء في تركيا، تم تكوينه للقبض على زعيم المنظمة الإرهابية "جولاق" ومنع التفجيرات المدبرة من قبل قادة المنظمات الإرهابية، وأبرزهم "ميدوسا". بعد عدة محاولات، يتمكن الفريق بقيادة يافوز من القبض على جولاق وإحضاره إلى تركيا لتسليمه للعدالة. ومع ذلك، تصدر وزارة الدفاع قراراً بإقالة الفريق بأكمله بسبب الطريقة التي تم بها الإمساك بجولاق، ما تسبب في توتر العلاقات الدبلوماسية مع دولة مجاورة.
بعد فترة من الإقالة، يُختطف الفريق من قبل الجيش ويخضعون لاختبار يتطلب العمل الجماعي. يتمكنون من اجتياز الاختبار ويعودون إلى مهامهم، لتبدأ سلسلة جديدة من العمليات تهدف لإيقاف خطة "ميدوسا" التي يديرها السفير، مع ظهور أعداء جدد مثل "ديرمان"، "أتيشي"، والسيد آغاه، والد يافوز، الذي يتعامل مع الإرهاب بحجة كونه زعيماً مثل رؤساء المنظمات الإرهابية، لكنه في الحقيقة يعمل مع الاستخبارات التركية.
ينجح يافوز وفريقه في إحباط خطة "ميدوسا" وإنقاذ عميل الاستخبارات حميد كاراسو من الإرهابيين. خلال إحدى العمليات، يقوم "ديرمان" باختطاف زوجات وبنات الفريق، ويقتل زوجة يافوز، بهار. يسعى يافوز للانتقام ويقتل ديرمان. تبدأ الأحداث في جزء جديد بظهور "دراغان" ورجاله الذين يقتلون الآغا. يتمكن "أتاش" من كسب ثقة "دراغان" والحصول على معلومات مهمة ينقلها للاستخبارات التركية.

## طاقم العمل

### شخصيات رئيسية
| الممثل         | باللغة الأصلية  | الدور |
| -------------- | --------------- | --- |
| تولغا ساريتاش  | Tolga Sarıtaş   | الملازم أول يافوز كاراسو قائد الفريق قوات الخاصة |
| نهاد ألتن كايا | Nihat Altınkaya | العميد أردام كاشماز قائد الفريق الأعلى |
| ميريتش أرال    | Meriç Aral      | الإستخباراتية إيلام -إيلول فرنسية الأب وتركية الأم وحبيبة فتحي الصياد                                                                               |
| بوراك سيفينش   | Burak Sevinç    | الرقيب فتحي كولاكسيز والملقب بالصياد ابن عائلة ثرية. قائد الفريق الجديد بعد خروج يافوز من العسكرية استشهد على يد إرهابيين عند إحياء ذكرى جناق قلعة. |
| جوركام سفينديك | Görkem Sevindik | خبير الأسلحة الثقيلة مجاهد سيردان غيشتي ابن الشهيد الملقب بكيشانلي المجنون وحلمه هو الإستشهاد                                                       |
| آيتاش شاشماز   | Aytaç Şaşmaz    | فيض الله مدمر القنابل -شايلاك (مبتديء) |
| دوغكان بولوت   | Doğkan Pulat    | العسكري المسعف منصور (عاشق) |
| إرين فوردم     | Eren Vurdum     | أتيش (غراب البحر) عسكري استخباراتي في الفريق |
| إيلايدا إلدير  | İlayda Ildır    | نازلي كاشماز ابنة العميد أردام |
| يامور أون      | Yağmur Ün       | سو زوجة فيض الله |
|                | Deniz baysal    | النائبة العامة داريا |
| بورجو بيريجيك  | Ece çeşmioğlu   | ميليسا حبيبة مجاهد |
| أتسز كارادومان | Atsız Karaduman | المعلم توران |
| محمد أوزغور،   | Mehmet Ozgur    | اب يافوز حميد كاراسو |

### شخصيات ثانوية
| اسم الممثل                               | الدور                                                            | الحلقات الموجود فيها | سبب الانتهاء                                                |
| ---------------------------------------- | ---------------------------------------------------------------- | -------------------- | ----------------------------------------------------------- |
| ظافر                                     | جندي بالقوات الخاصة                                              | 2-16                 | هو انسحب من المسلسل برغبته                                  |
| Su Kutlu سو كوتلو                        | مروة خطيبة يافوز                                                 | 1                    | إصابتها داخل مركز التسوق المعد من قبل أخ جولاق              |
| Mehmet Ali Karakuş محمد علي كاراكوش      | أحمد كارتال (الذئب) عسكري                                        | 1-10                 | قتله بقنبلة حية معدة من قبل جولاق                           |
| Çağan Atakan Arslan تشاغان أتاكان أرسلان | ظفر (الثرثار) عسكري                                              | 1-11                 | انتهى دوره بإصابته وإرساله إلى أنقرة للعلاج                 |
| Derda Yasir Yenal ديردا ياسر ينال        | بدور الاستخباراتي ياسين                                          | 3-12                 | انتهى دوره                                                  |
| Cihan Ünal جيهان أونال                   | السيد الكبير يلدرم كوتلو رئيس جميع المنظمات الإرهابيه ووالد بهار | 13-17                | مقتله على يد يافوز                                          |
| Şevket Süha Tezel شوكت سها تزال          | سانجار زعيم منظمة إرهابية                                        | 13-20                | مقتله على يد أغاه                                           |
| Melissa Yıldırımer ميليسا يلدرمار        | بدور فاطمة زوجة علي حيدر (حافظ)                                  | 1-21                 | انتهى دورها بمقتلها على يد زوجها عن طريق فخ                 |
|                                          | بدور السفير                                                      | 20-36                | انتهى دوره بقطع رأسه على يد جولاق بالسيف                    |
| Burak Çelik براق تشيليك                  | بدور سليم أحد زعماء المنظمة الإرهابية                            | 27-40                | مقتله على يد (الصياد) فاتح                                  |
| مصطفى يلدران                             | علي حيدر-حافظ (عسكري)                                            | 1-40                 | استشهاده على يد ديرمان ورجاله                               |
| سرحات كيليتش                             | جولاق زعيم المنظمة الارهابية                                     | 1-42                 | قتل على يد الاستخباراتي حميد كاراسو (آغاه)                  |
| Burcu Binici بورجو بينيجي                | بدور المفوضة جيران                                               | 32-43                | انتهى دورها بنقلها من كاراباير إلى توكات                    |
| Emre Dinler إيمره دينلار                 | طاهر (ازميتلي) عسكري                                             | 47                   | انتهى دوره ببتر يده                                         |
| AYBÜKE BUSAT ايبوكي بوسات                | زوجة يافوز، بدور الطبيبة بهار                                    | 1-50                 | انتهى دورها بمقتلها على يد ديرمان بعد خطفها                 |
| Ece Okay ايجه اوكاي                      | والدة بهار                                                       | 1-12 50 18           | انتهى دورها بالموسم الأول وظهرت بعدة حلقات في الموسم الثاني |
| تيمور أجار                               | بدور ديرمان أكبر وأخطر زعماء المنظمة                             | 36-50                | مقتله برصاصة في رأسه من قبل يافوز بسبب قتله لبهار           |
| Ruhi Sarı روحي صاره                      | بدور السيد اتيشي مندوب الشرق الاوسط                              | 37-50                | انتهى دوره بالقبض عليه من قبل يافوز وفريقه وإرساله لبلده    |
| Mehmet Özgür محمد أوزجور                 | الاستخباراتي حميد كاراسو (آغاه) والد يافوز                       | 13-51                | استشهد على يد دراغان ريتكوفيتش                              |
| Nil Günal نيل جونال                      | جولار كاتشماز زوجة العميد اردام                                  | 1-62                 | استشهادها بقنبلة حية ببيتها                                 |

## نجاح المسلسل
لا يقتصر المسلسل على المشاهد الحربية فحسب، بل يتضمن أيضا مشاهد رومانسية، كوميدية، ودرامية مؤثرة، مثل لحظات استشهاد بعض أفراد الفريق، مما يضفي عمقًا عاطفيًا ويزيد من تنوع الأحداث.
حظي المسلسل بالعديد من الجوائز بفضل قصته المميزة ونسب المشاهدة العالية. كما نال بعض ممثليه جوائز فردية. حصل الممثل تولغا ساريتاش على جائزة الفراشة الذهبية لأفضل ممثل في عام 2017 عن دوره في "العهد". إضافة إلى ذلك، فاز المسلسل بجائزة "الفراشة الذهبية" لأفضل إخراج وأفضل موسيقى مسلسل لعام 2017.

## دبلجة المسلسل
تمت دبلجة المسلسل إلى اللهجة السورية، حيث تضم النسخة المدبلجة 84 حلقة، مطابقة للنسخة التركية الأصلية. تتوفر الحلقات على القناة الرسمية للمسلسل على موقع يوتيوب (رابط الحلقات)

## روابط خارجية
- العهد على موقع IMDb (الإنجليزية)
- العهد على موقع كينوبويسك (الروسية)
- العهد على موقع قاعدة بيانات الفيلم (الإنجليزية)

- الموقع الرسمي